# 1054 до н. е.

## Події
- Ассирія: цар Шамші-Адад IV сходить на трон.